# Намислов
Намѝслов или Намѝслув (на полски: Namysłów; на немски: Namslau) е град в Южна Полша, Ополско войводство. Административен център е на Намисловски окръг, както и на градско-селската Намисловска община. Заема площ от 22,61 км2.

## Население
Според данни от полската Централна статистическа служба, към 1 януари 2014 г. населението на града възлиза на 16 123 души. Гъстотата е 713 души/км2.